# Waterschap Walcheren
Het  Waterschap Walcheren was een waterschap in de Nederlandse provincie Zeeland; het waterschap omvatte het gehele eiland Walcheren.
Het waterschap was in 1965 ontstaan uit de Polder Walcheren en vele Nieuwlandse polders. Het bestond uit vier kiesdistricten die overeenkwamen met de oude wateringen:
- District I, de Noordwatering
- District II, de Oostwatering
- District III, de Westwatering
- District IV, de Zuidwatering

Vanaf 1990 werd de Technische Dienst gereorganiseerd, waarbij de verdeling werd gemaakt tussen waterkeringen (zorg voor dijken en duinen) en waterbeheer (zorg voor afwatering, oppervlaktewater en zuivering).
In 1996 ging dit waterschap op in het Waterschap Zeeuwse Eilanden.

## Walcherse polders voor 1965
Voor 1965 bestond het eiland Walcheren uit de Polder Walcheren en vele kleinere polders. Deze kleinere Nieuwlandse polders waren 22 zelfstandige polders die vanaf de 17e eeuw aan de oostkant van Walcheren waren ingepolderd. In 1965 werden deze met de Polder Walcheren samengevoegd tot het Waterschap Walcheren. Bijna al deze polders kwamen te liggen in District IV, de Zuidwatering, enkel de Oude Middelburgsche Havenpolder werd deel van District II, de Oostwatering. Deze polders waren:
| Polder                          | Bedijkt in: | Locatie                    | Opp. (ha) | Bestuur tot 1965                           |
| ------------------------------- | ----------- | -------------------------- | --------- | ------------------------------------------ |
| Polder Walcheren                | --          | Bijna geheel Walcheren     | 19.281    | Zelfstandig                                |
| Oranjepolder                    | 1618        | Tussen Veere en Arnemuiden | 118       | Zelfstandig                                |
| Oud-St. Jooslandpolder          | 1631        | Nieuwland                  | 266       | Zelfstandig                                |
| Middelburgsche polder           | 1644        | Nieuwland                  | 283       | Zelfstandig                                |
| Dokpolder                       | 1660        | Arne-Welsinge polders      | 2         | Zelfstandig                                |
| Nieuwerkerkepolder              | 1661        | Nieuwland                  | 112       | Zelfstandig                                |
| Waaijenburgpolder               | 1668        | Arne-Welsinge polders      | 15        | Zelfstandig                                |
| Houwerpolder                    | 1669        | Arne-Welsinge polders      | 7         | Zelfstandig                                |
| Rapenburgpolder                 | 1671        | Nieuwland                  | 11        | Zelfstandig                                |
| Molenpolder (St. Joosland)      | 1671        | Nieuwland                  | 24        | Zelfstandig                                |
| Zaagmolenpolder                 | 1723        | Arne-Welsinge polders      | 10        | Zelfstandig                                |
| Suzannapolder                   | 1766        | Nieuwland                  | 84        | Zelfstandig                                |
| Johannapolder                   | 1770        | Arne-Welsinge polders      | 33        | Zelfstandig                                |
| Clasinapolder                   | 1772        | Arne-Welsinge polders      | 8         | Zelfstandig                                |
| Nw.-St. Jooslandpolder          | 1777        | Nieuwland                  | 287       | Zelfstandig                                |
| Wilhelminapolder                | 1792        | Arne-Welsinge polders      | 16        | Zelfstandig (later met de Elisabethpolder) |
| Langerakpolder                  | 1840        | Arne-Welsinge polders      | 30        | Zelfstandig                                |
| Mortierepolder                  | 1846        | Arne-Welsinge polders      | 50        | Zelfstandig                                |
| Bijleveldpolder                 | 1857        | Nieuwland                  | 96        | Zelfstandig                                |
| Schorerpolder                   | 1860        | Arne-Welsinge polders      | 50        | Zelfstandig                                |
| Elisabethpolder                 | 1891        | Arne-Welsinge polders      | 8         | Zelfstandig (met de Wilhelminapolder)      |
| Christiaanpolder                | 1900        | Arnemuiden                 | 0,2       | Geen polderbestuur                         |
| Oude Middelburgsche havenpolder | 1907        | Veere                      | 7         | Zelfstandig                                |

## Deltawerken
Vijf jaar na de Watersnood van 1953, in 1958 namen de Staten-Generaal de Deltawet aan. Hierdoor moesten alle dijken en zeeweringen op deltahoogte gebracht worden. Voor het Waterschap Walcheren betekende dit de volgende werken:
| Werken                           | Plaats                              | Uitvoering                |
| -------------------------------- | ----------------------------------- | ------------------------- |
| Kustvak Joossesweg               | Westkapelle                         | 1966-1967                 |
| Boulevards Bankert en Evertsen   | Vlissingen                          | 1974-1983                 |
| Eilanddijk                       | Vlissingen                          | 1975-1976                 |
| Oranjezon                        | Vrouwenpolder                       | 1976-1983                 |
| Zuidwatering                     | Vlissingen tot Vlissingen-Oost      | 1983-1985                 |
| Zwanenburg                       | Vlissingen, Dishoek                 | 1985-1986                 |
| Westkappelse Zeedijk             | Westkapelle                         | 1986-1988                 |
| Vijgeter                         | Vlissingen, Dishoek                 | 1987                      |
| Golfterrein Domburg              | Domburg                             | 1987-1988                 |
| Kustlicht                        | Zoutelande                          | 1988                      |
| Kustvak kom Domburg              | Domburg                             | 1989                      |
| Aanvullende Werken               | Plaats                              | Uitvoering                |
| Kustvak Zoutelande - Westkapelle | Zoutelande, Westkapelle             | 1974, 1975, 1988          |
| Kustvak Domburg - Veerse Dam     | Domburg, Oostkapelle, Vrouwenpolder | 1e fase 1989 2e fase 1990 |
| Eilanddijk                       | Vlissingen                          | 1990                      |

Vanaf 1990 was geheel Walcheren 'Deltaveilig'.

## Dijkgraven
In zijn 31-jarig bestaan kende het Waterschap Walcheren de volgende drie dijkgraven:
| Naam                                               | Ambtsperiode                  | Bijzonderheden                                               |
| -------------------------------------------------- | ----------------------------- | ------------------------------------------------------------ |
| Jhr.mr. G.C.D. Rutgers van Rozenburg (1914 - 2005) | 1 januari 1965 - 1 april 1979 | Was van 1956 t/m 1964 al voorzitter van de Polder Walcheren. |
| mr. J.A. Lantsheer (1926 - 2016)                   | 1 april 1979 - 1 maart 1991   | Overzag het volbrengen van de Deltawerken op Walcheren       |
| Jhr.mr. K.F.H. Schorer (1946)                      | 1 maart 1991 - 1 januari 1996 |                                                              |